# Le Plessis-Grohan

Le Plessis-Grohan este o comună în departamentul Eure, Franța. În 1 ianuarie 2022 avea o populație de 928 de locuitori.